# 費爾德湖 (弗賴堡)
47°52′13″N 8°1′57″E / 47.87028°N 8.03250°E

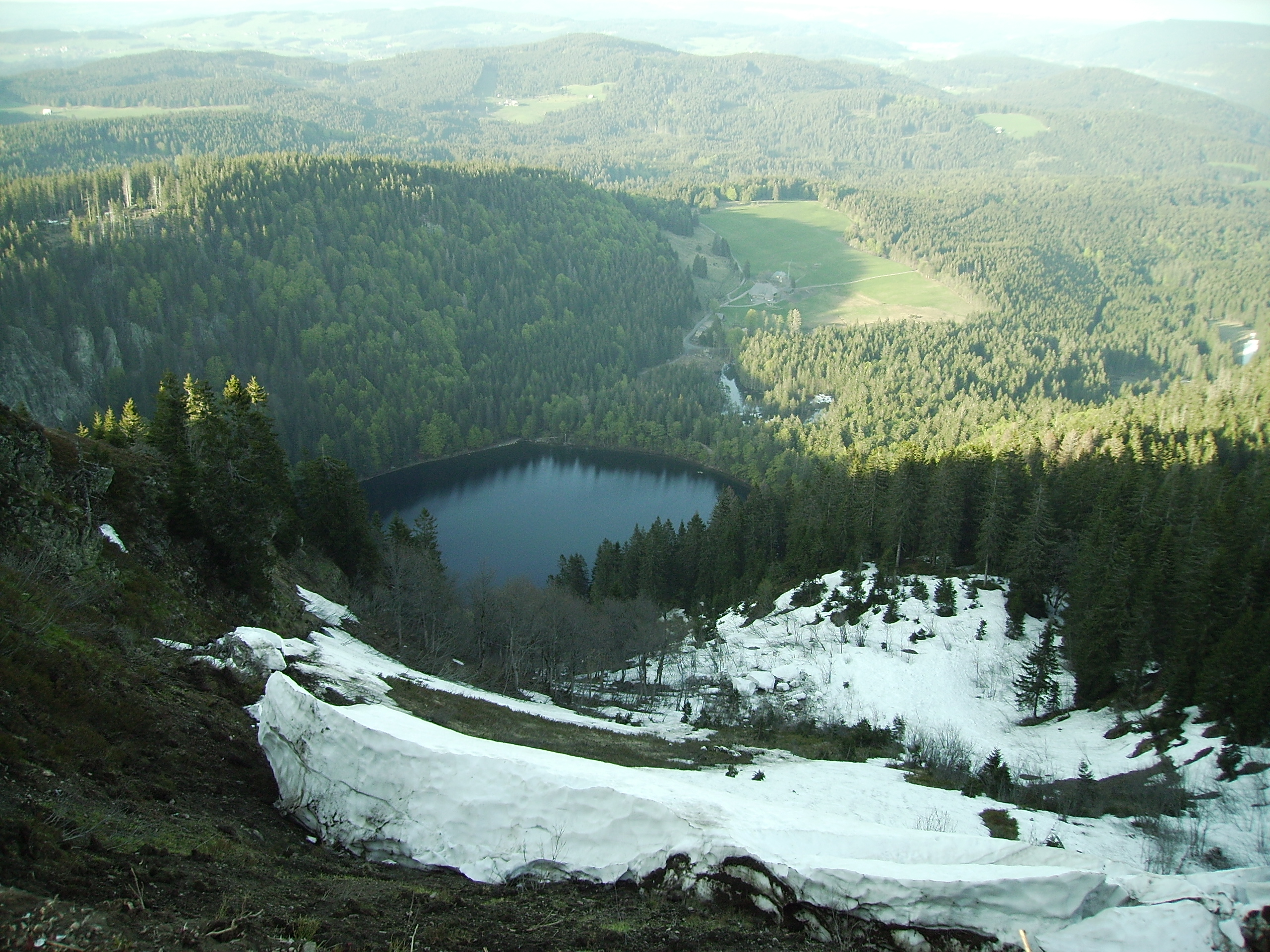

費爾德湖（德語：Feldsee），是德國的湖泊，位於該國西南部，由巴登-符騰堡州負責管轄，處於弗賴堡以東，長0.4公里、寬0.4公里，面積0.1平方公里，海拔高度1,109米，湖岸線長度2.5公里，最大水深32米。